# 中环荷里活道彩鸿酒店
中环荷里活道彩鸿酒店（英語：Travelodge），為香港的一間四星級酒店，位處於香港上環道263號（近水坑口街），樓高19層，酒店於2005年4月開幕，共提供142間豪華客房。
值得一提，雖酒店名為中環荷里活道彩鴻酒店，但其實不是位於中環，而是在上環，距離港鐵上環站0.5公里。
2011年，中環麗柏酒店（英語：Central Park Hotel）擁有者麗悅酒店集團公司出售酒店。酒店被改名晉逸好萊塢精品酒店（英語：Butterfly on Hollywood），改由晉逸酒店管理集團管理。但2017年再改名中环荷里活道彩鸿酒店（英語：Travelodge Central, Hollywood Road），由彩鸿酒店（亞洲）管理。

## 酒店設施
- 商務中心
- 會議室
- 多功能廳
- 托兒服務
- 醫務室
- 餐廳

## 交通
- 酒店穿梭巴士（往返國際金融中心）
- 電車：（上環（西港城）站），落車後步行約5-10分鐘
- 港鐵：上環站，落車後步行約10分鐘

港澳碼頭：下船後步行15分鐘

## 外部連結
- 官方网站